# みなとみらいセンタービル
みなとみらいセンタービルは、神奈川県横浜市西区みなとみらいにあるオフィスビル。

## 概要・特徴
クイーンズタワーB・Cの向かい側に立地し、みなとみらい線のみなとみらい駅とも直結している。当ビルはみなとみらい地区の33街区（南区画）に位置するが、同街区内の北側にはMMパークビルとみなとみらいビジネススクエア（共にオフィスビル）が並んでいる。2010年5月15日に竣工し、約半月後の6月1日に開業を迎えた。
免震構造と制振構造を併用した他、エントランス前に800坪のリビングガーデンによるヒートアイランド防止、中央の吹き抜けを活用した太陽光自動追尾システムにより照明電力の削減を図っており、横浜市建築物環境配慮制度「CASBEE横浜」では最高ランクの「S」評価となっている。
ビルの運営はオーディーケー特定目的会社（オリックス不動産、大和ハウス工業、ケン・コーポレーション）、プロパティマネジメント（資産管理）はアール・エー・アセット・マネジメントが行っていたが、2017年3月には香港の大手不動産投資ファンド、ガウ・キャピタル・パートナーズ (Gaw Capital Partners) が約800億円で当ビルを取得した。その後、2020年1月頃に米ゴールドマン・サックス (The Goldman Sachs Group) の特別目的会社 (SPC) が約980億円で取得、さらに2022年5月にはヒューリックが販売用不動産として取得し、同年9月末に日本国内の特定目的会社に売却（決済完了）するとしている。

## 主なテナント

### オフィス
以下は主なオフィステナントである。
- レノボ・ジャパン（2・18・20-21階）：2011年1月に企業向けノートブックPC（ThinkPad）の研究開発拠点「大和研究所」を開設。神奈川県大和市にあった大和事業所を移転したもの[注 1][13]。
- ルベル 横浜営業所（3階）[14]
- バンテック（4階）[15]
- 富士フイルムビジネスイノベーション（4-10階）：営業・サポートの集約拠点（お客様価値創造センター）として入居[16]。また、関連会社の富士フイルムシステムズも入居している。
- もしもしホットライン（11階）
- ゾーホージャパン（13階）[17]
- オリックス生命保険株式会社（13階）
- 大和ハウス工業（14-15階）
- ヒョンデモビリティジャパン（16階）：現代自動車の日本法人の本社[18]。研究開発を行う同社のR&D Centerも入居。
- ジョンソンコントロールズ（18-19階）

### 店舗（MMcruise）
以下のショップ・飲食店などが入った商業エリア（1-3階）の総称は「MMcruise」（エムエムクルーズ）である。施設・店舗等の詳細は「公式サイト」を参照。
1階（GARDEN CRUISING）
- 讃岐うどん 香蔵
- 本間ゴルフ横浜みなとみらい店
- マセラティみなとみらい（自動車ショールーム、運営は双日オートグループジャパン）[注 2]
- ランボルギーニ横浜（自動車ショールーム、運営はSKYグループ(モトーレンニイガタ)傘下のボロネーゼ）
- 日本調剤薬局 MMセンター店

2階（HEALTH & BEAUTY CRUISING）
- レノボ・ジャパンの実験施設が入居

3階（OFFICE GOURMET CRUISING）
- ファミマ！！
- 青蓮（中華料店）
- GOHAN（居食屋）
- ドトールコーヒーショップ
- 牡蠣と魚海宝（海鮮料理）

## アクセス
- 鉄道：みなとみらい線「みなとみらい駅」と地下で直結